# Thomas Declaude

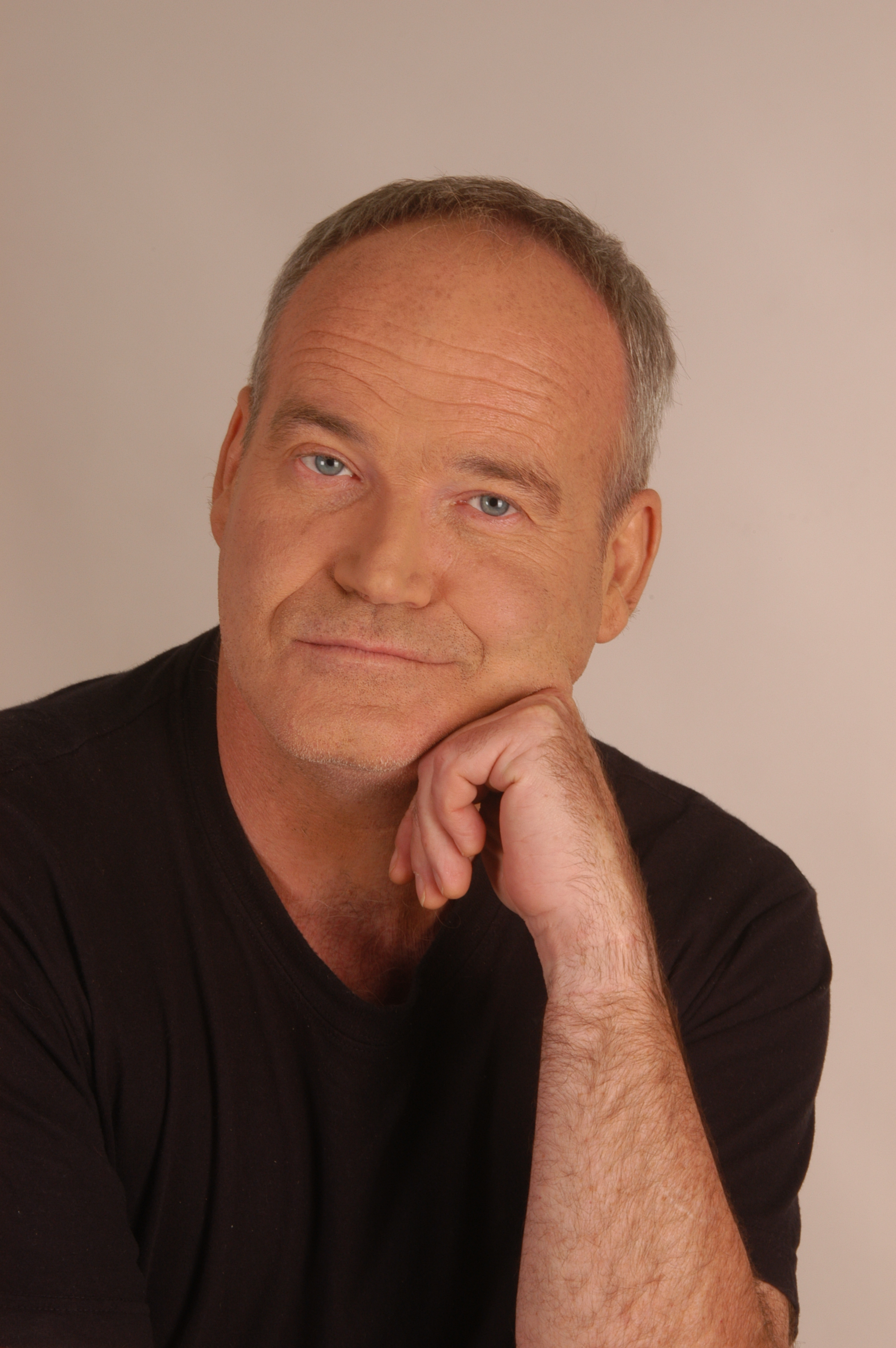
Thomas Declaude (2002)

Thomas Declaude (* 1950 in Paris) ist ein österreichischicher Kulturschaffender und Schauspieler.

## Leben

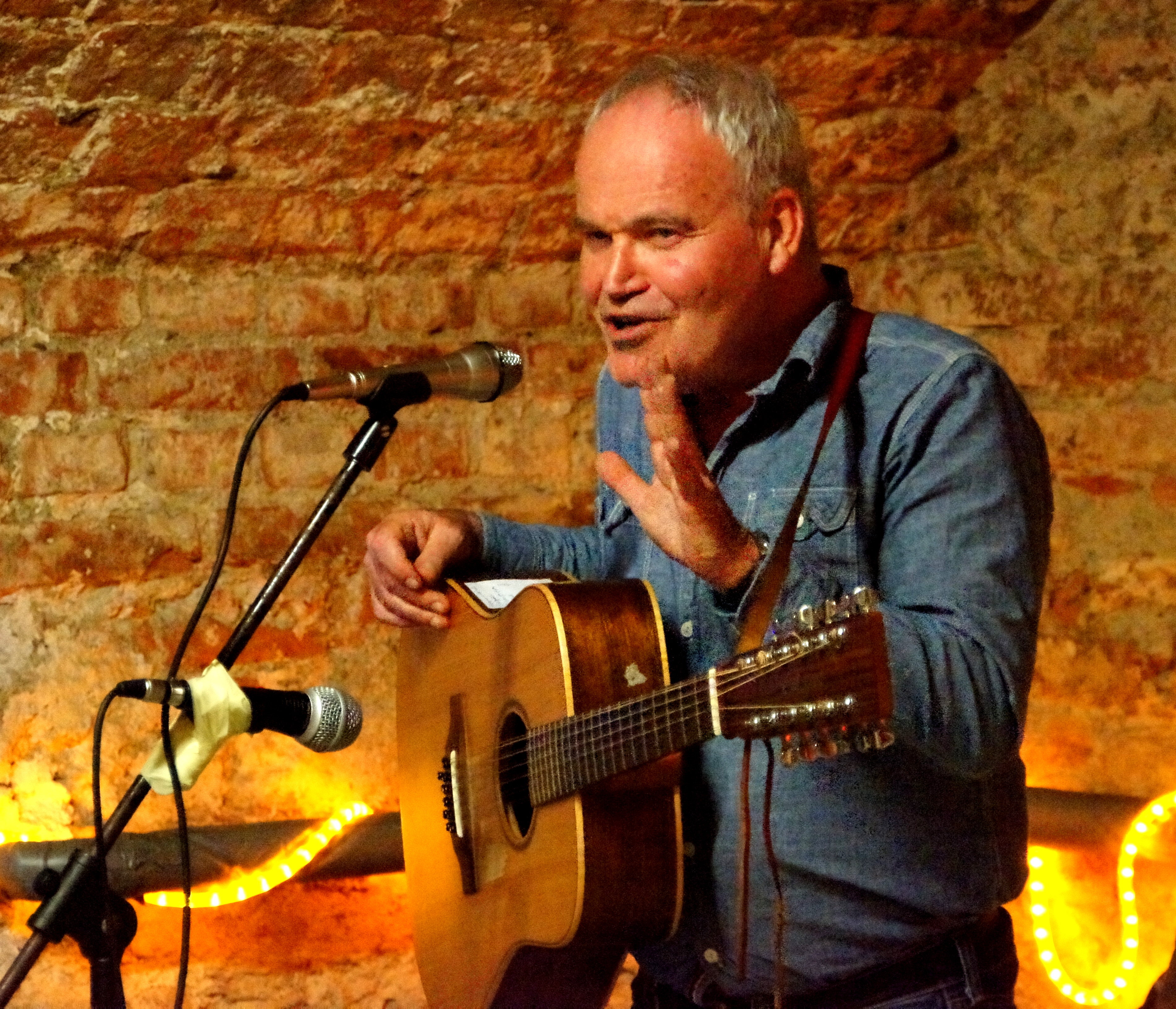
Declaude in Wien (2012)

Declaude ist in Wien aufgewachsen. Seine Laufbahn begann als Sänger und Musiker in den 1970er Jahren. 1973 nahm er seine erste Schallplatte als Sänger und Interpret auf, den „Baronkarl“, zusammen mit Kurt Sowinetz (Texte: Peter Henisch). 1975 bekam er einen Fünfjahresvertrag bei CBS. In den folgenden Jahren arbeitete er mit Musikern der Wiener Jazz- und Rockszene zusammen: Wolfgang Puschnig, Fritz Pauer und Mitgliedern des Vienna Art Orchestra. Seine Tätigkeit als Komponist ungewöhnlicher Lieder brachte Declaude zum Theater, wo er bald auch Schauspieler wurde.
Seit den frühen 1980er Jahren spielte Declaude an zahlreichen österreichischen Bühnen und in freien Gruppen (Wiener Volkstheater, Ensemble Theater, Theater der Jugend, Theater an der Gumpendorfer Straße). Ende der 1980er Jahre gründete er zusammen mit Partner Willy Höller das „Theater im Celeste“. Danach ermöglichten fünf erfolgreiche Produktionen dem „Theater im Celeste“. Tourneen in vierzehn Länder (u. a. China, USA, BRD, Israel, GB, Italien, Polen...). Seit 1996 leitet Thomas Declaude außerdem Seminare zur Erweiterung der individuellen kreativen Fähigkeiten und deren Umsetzung. 

## Filme (Auswahl)
- 1995: Tatort: Die Freundin
- 2006: Memento mori
- 2008: Genug
- 2009: Sisi
- 2010: Tag und Nacht
- 2011: So wie du bist
- 2024: SOKO Donau/SOKO Wien: Keine schöne Leiche
- 2025: SOKO Donau/SOKO Wien: Waldesruh